# McCracken County
McCracken County is een county in de Amerikaanse staat Kentucky.
De county heeft een landoppervlakte van 650 km² en telt 65.514 inwoners (volkstelling 2000). De hoofdplaats is Paducah.